# Presidentvalet i Chile 2009–2010
Presidentvalet i Chile 2009 genomfördes i (max) två omgångar. Den första genomförs 13 december 2009 och den andra i 17 januari 2010. Den andra valomgången genomförs mellan de två kandidater som får flest röster i den första omgången om ingen kandidat får över 50 procent i den första valomgången. Segraren i valet, Sebastián Piñera, efterträdde Michelle Bachelet, (PS), och tillträdde posten 11 mars 2010. 

## Kandidater
Kandidaterna var i tur och ordning (numret för valsedeln lottades 5 oktober 2009):
1 - Jorge Arrate Mac-Niven
2 - Marco Enríquez-Ominami Gumucio
3 - Sebastián Piñera Echenique
4 - Eduardo Frei Ruiz-Tagle

## Jorge Arrate
Arrate kandiderade för Partido Comunista de Chile (kommunistpartiet). Arrate utsågs 26 april 2009 till "Juntos Podemos Más" kandidat. Juntos Podemos Más var en koalition mellan Partido Comunista de Chile och Partido Humanista (Humanistpartiet). Partido Humanista valde i juli 2009 att avstå från att stödja Arrate och istället stödja Marco Enríquez-Ominami.

## Marco Enríquez-Ominami
Ominami var en oberoende kandidat. Han var tidigare aktiv inom Partido Socialista de Chile, men har lämnat partiet. Hans kandidatur stöddes av Partido Ecologista (Miljöpartiet) och Partido Humanista (Humanistpartiet). I augusti låg han, enligt opinionsmätningarna, i nivå med de två stora koalitionernas kandidater (Frei och Piñera), men i oktober låg han efter de två stora kandidaterna även om han var det populäraste kandidaten bland förstagångsväljarna.

## Sebastian Piñera
Center/höger koalitionen Alianza por Chile utsåg Sebastian Piñera till sin kandidat. Sebastian Piñera representerade Renovación Nacional. Kampanjen gick under benämningen Coalición por el Cambio (Koalition för förändring). Renovación Nacional bekräftade Piñera som sin kandidat 8 augusti och UDI 22 augusti. Piñera vann sedan valet. Alianza por Chile består av:
- Unión Demócrata Independiente, UDI (Konservativt parti)
- Renovación Nacional (Högerparti)

## Eduardo Frei Ruiz-Tagle
Kristdemokraternas Eduardo Frei vann primärvalet 9 april 2009 och utsågs till center/vänster regeringskoalitionens (Concertación de Partidos por la Democracia) gemensamma kandidat. Eduardo Frei vann valet med 64,6 procent av väljarstödet mot senatorn José Gómez (Partido Radical Socialdemócrata) 35,4. Frei representerade samma koalition som den sittande presidenten, Michelle Bachelet. Concertación de Partidos por la Democracia består av:
- Partido Demócrata Cristiano de Chile (Kristdemokraterna)
- Partido Socialista de Chile eller PS (Socialisterna)
- Partido por la Democracia (Socialdemokrater)
- Partido Radical Socialdemócrata (Socialdemokratiska radikaler)

## Ytterligare kandidater
Ytterligare kandidater ställer också upp. Dessa är endera oberoende eller representerar små partier. Några är:
- Eduardo Artés, Partido Comunista Chileno (Acción Proletaria)
- Pamela Jiles (Oberoende journalist)
- Luis Molina Vega
- Alejandro Navarro
- Adolfo Zaldívar

## Process och resultat
Opinionsundersökningarna pekade i mitten av oktober 2009 på en ledning för Piñera i jämförelse med samtliga kandidater (Exempelvis ). I en jämförelse mellan endast Piñera och tvåan Frei (en spekulativ andra valomgång) var ställningen jämn med ett litet övertag för Piñera. Osäkerheten i dessa undersökningar var dock stor bland annat därför att endast 78,5% av populationen var registrerade för att få delta i valet. Även parlamentsvalet genomfördes i Chile samma datum. 
I den första valomgången 13 december 2009 vann Sebastián Piñera Echenique med 44,1% av rösterna före Eduardo Frei Ruiz-Tagle som fick 29,6% av rösterna. Dessa båda kandidaterna möttes i den andra valomgången den 17 januari 2010. Marco Enríquez-Ominami Gumucio (20,1%) och Jorge Arrate Mac-Niven (6,2%) slogs ut i den första valomgången. I rond 2, vann Piñera med 51,6% över Freis 48,4%. Därmed blev Sebastian Piñera president; högerns första demokratiskt valda president, sedan 1952.